# Чжао Цзюнь (шахіст)
Чжао Цзюнь (кит. трад. 趙駿, спр. 赵骏, піньїнь: Zhào Jùn; нар. 12 грудня 1986, Цзінань) – китайський шахіст і шаховий тренер (тренер ФІДЕ від 2014 року), гросмейстер від 2005 року.

## Шахова кар'єра
Кілька разів представляв Китай на чемпіонатах світу серед юніорів, найбільшого успіху досягнувши 2004 року в Кочі, де в категорії до 20 років виборов бронзову медаль. Неодноразово представляв Китай на командних змаганнях, зокрема:  на шаховій олімпіаді (2006); призер: в командному заліку – срібний (2006)), двічі на командних чемпіонатах Азії (2008, 2012); дворазовий призер: в командному заліку – золотий (2008), а також в особистому заліку – срібний (2012 – 3-тя шахівниця) і  на шаховій олімпіаді серед юніорів до 16 років (2002).
Гросмейстерські норми виконав у 2004 році. у Москві (турнір Аерофлот Open), на командній першості Китаю, а також на чемпіонаті світу серед юніорів до 20 років. Інші турнірних успіхів досягнув у Севільї (2003, посів 1-ше місце) та Себу (2007, чемпіонат Азії, посів 4-те місце позаду Чжан Пенсяна, Ван Хао і Абгіджіта Кунте).
Двічі взяв участь турнірах на кубок світу: 2005 року в Ханти-Мансійську програв у 1-му раунді з Гаті Камському, а 2007 року в 1-му раунді переміг Пенталу Харікрішну, але в 2-му поступився Лівіу-Дітерові Нісіпяну). 2015 року одноосібно переміг на турнірі Гастінгс.
2006 року переміг на онлайн - турнірі, який був класифікацією на чемпіонату світу з бліцу. Проте, на самому чемпіонаті світу з бліцу не зіграв через участь у командному матчі між збірними Китаю та Франції. 
Найвищий рейтинг Ело в кар'єрі мав станом на 1 квітня 2014 року, досягнувши 2610 очок займав тоді 11-те місце серед китайських шахістів.

## Зміни рейтингу
| На цьому місці має відображатися графік чи діаграма, однак з технічних причин його відображення наразі вимкнено. Будь ласка, не видаляйте код, який викликає це повідомлення. Розробники вже працюють для того, щоби відновити штатне функціонування цього графіка або діаграми. | |
| | На цьому місці має відображатися графік чи діаграма, однак з технічних причин його відображення наразі вимкнено. Будь ласка, не видаляйте код, який викликає це повідомлення. Розробники вже працюють для того, щоби відновити штатне функціонування цього графіка або діаграми. |